# Willmar
Willmar és una ciutat i seu del Comtat de Kandiyohi a l'estat de Minnesota dels Estats Units d'Amèrica.

## Demografia
Segons el cens dels Estats Units del 2000 Willmar tenia 18.351 habitants, 7.302 habitatges, i 4.461 famílies. La densitat de població era de 598,4 habitants per km².
Dels 7.302 habitatges en un 31,3% hi vivien nens de menys de 18 anys, en un 47,3% hi vivien parelles casades, en un 10% dones solteres, i en un 38,9% no eren unitats familiars. En el 31,2% dels habitatges hi vivien persones soles el 12,7% de les quals corresponia a persones de 65 anys o més que vivien soles. El nombre mitjà de persones vivint en cada habitatge era de 2,44 i el nombre mitjà de persones que vivien en cada família era de 3,08.
Per edats la població es repartia de la següent manera: un 26,2% tenia menys de 18 anys, un 12% entre 18 i 24, un 26,4% entre 25 i 44, un 19% de 45 a 60 i un 16,4% 65 anys o més.
L'edat mediana era de 34 anys. Per cada 100 dones de 18 o més anys hi havia 86,6 homes.
La renda mediana per habitatge era de 33.455 $ i la renda mediana per família de 45.415 $. Els homes tenien una renda mediana de 31.575 $ mentre que les dones 22.158 $. La renda per capita de la població era de 18.515 $. Entorn del 8,4% de les famílies i el 13,1% de la població estaven per davall del llindar de pobresa.

## Poblacions properes
El següent diagrama mostra les poblacions més properes.